# 中町（西町北）停留場
中町（西町北）停留場（なかまち（にしちょうきた）ていりゅうじょう）は、富山県富山市総曲輪にある、富山地方鉄道富山軌道線本線の駅（停留場）である。駅番号はC09。

## 概要
富山県道6号富山立山公園線上の併用軌道に設置されている。富山駅方面のみホームが設置されており、ホーム長13.5m、長さ12mの上屋付で、6.5mのスロープを設けたバリアフリー駅舎である。なお、この停留場は中心地を回遊する旅客の利便性向上と街の発展・活性化のために設けられたものである。

## 歴史

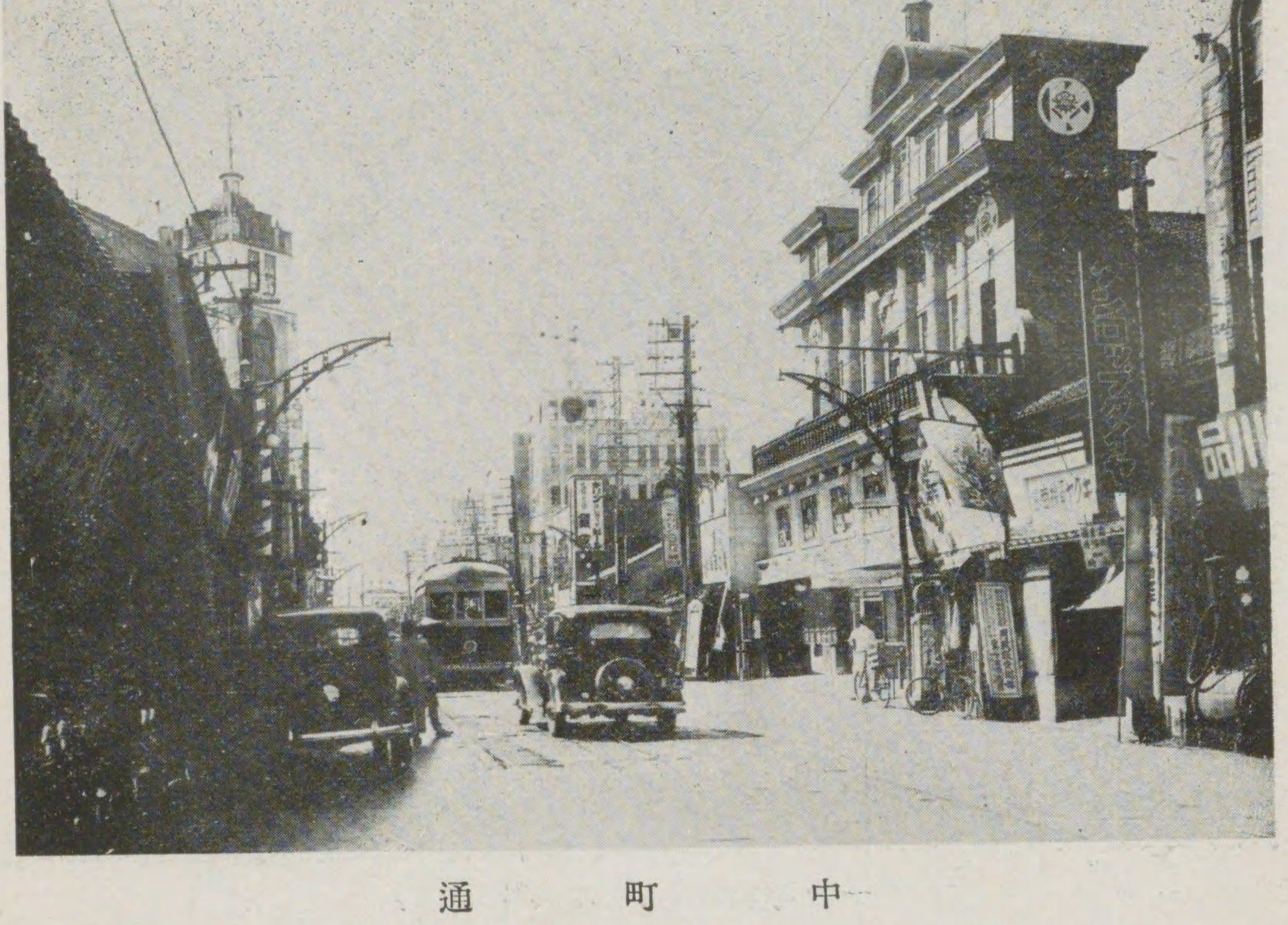
戦前の当停留場附近

### 年表
- 2013年（平成25年）5月17日：開業[2][4]。

### 駅名の由来
かつて戦前に「中町停留場」が存在していたこと、西町停留場と一体的に運用することから名付けられた。

## 停留場構造
片面ホーム1面1線の地上駅。富山駅方面のみホームが設置されているため、南富山駅前駅方面の電車はすべて通過する。
備考
- 富山都心線と本線が合流する西町停留場では環状線電車の乗降はできないため、環状線電車から南富山駅前駅方面に乗り換える場合は、当駅で乗継券を受け取った後、西町停留場に徒歩連絡する形となる。なお、当駅が開業するまでは、グランドプラザ前停留場が乗継停留所に指定されていた[5]。
- 環状線の乗務員交代はこの停留所で行われる。

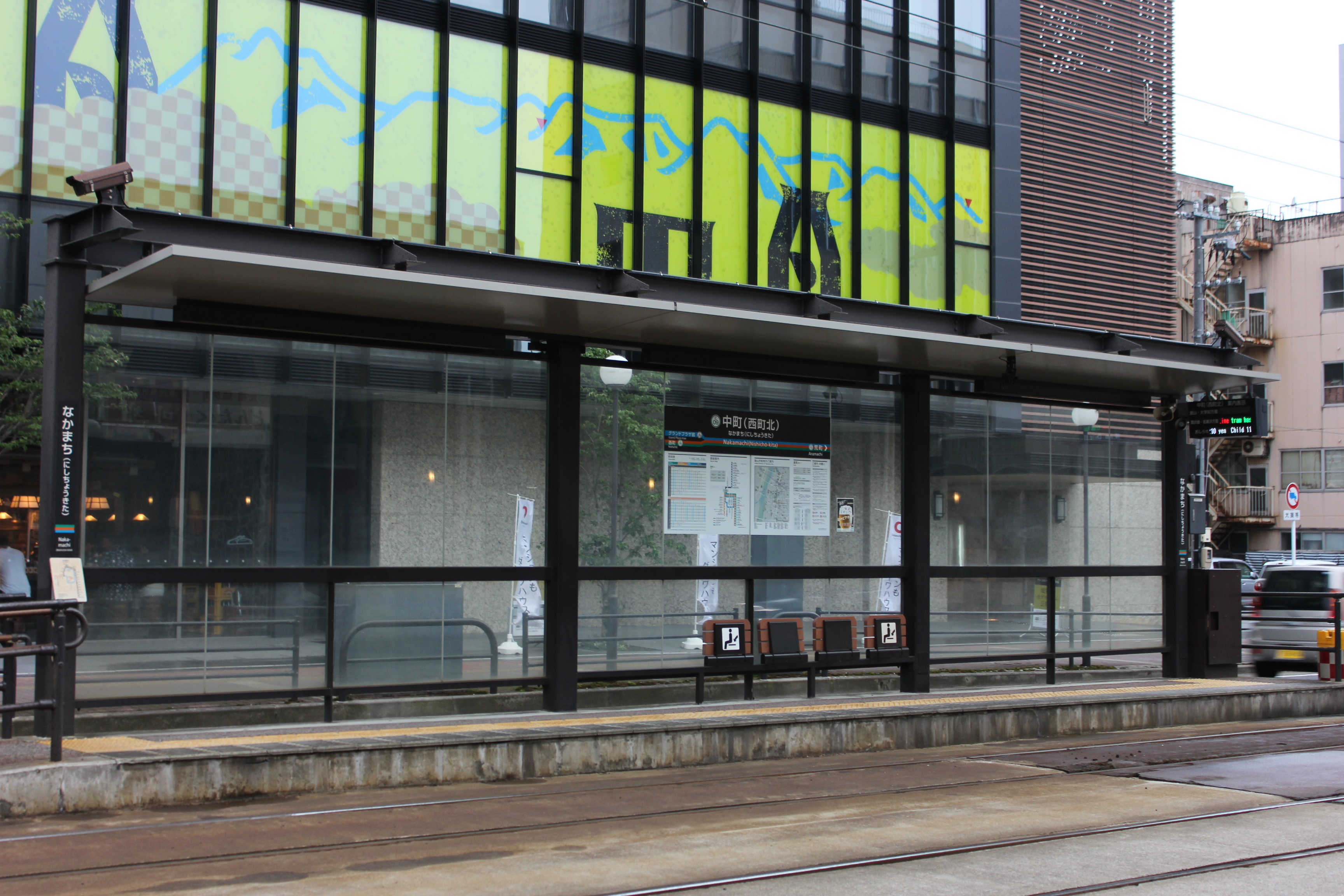
停留場全景（2020年7月）

## 停留場周辺
- 中央通りさんぽ〜ろ商店街
- 総曲輪通り商店街
- 西町（にしちょう）商店街
- 北陸銀行本店
- ギャルリ・ミレー
- てるてる亭
- 富山地鉄西町乗車券センター（電車・バス定期券・ICカード発売所）
- TOYAMAキラリ（富山市立図書館 本館、富山市ガラス美術館、富山第一銀行 本店）
- 総曲輪フェリオ
- グランドプラザ
- 本願寺富山西別院・東別院

## 隣の停留場
富山地方鉄道
富山軌道線（本線）
西町停留場 (C08) → 中町（西町北）停留場 (C09)（富山大学前方面のみ停車） → 荒町停留場 (C10)
富山軌道線（富山都心線）
グランドプラザ前停留場 (C25) → （西町交） → 中町（西町北）停留場 (C09) → 荒町停留場 (C10)